# 联合国安全理事会第38号决议
联合国安理会38号决议是于1948年1月17日在联合国安全理事会第229次会议上通过的。该决议是关于克什米尔问题的，以9票赞成，2票弃权（烏克蘭和蘇聯）通过。
决议认定争端局势十分紧急，敦促争端双方印度和巴基斯坦不要采取任何可能会导致局势恶化的行动，如争端各方认为局势将发生重大变化时，须立即报安理会磋商。

## 相关决议
- 联合国安理会39号决议